# Čas (priimek)
Čas je priimek v Sloveniji, ki ga je po podatkih Statističnega urada Republike Slovenije na dan 1. januarja 2010 uporabljalo 373 oseb in je med vsemi priimki po pogostosti uporabe uvrščen na 966. mesto.

## Znani nosilci priimka
- Aleksandra Čas, umetnostna zgodovinarka
- Andrej Čas, župan Slovenj Gradca
- Anton Čas (1918 - 1964), nevrokirurg
- Bojan Čas, sociolog, publicist, domoznanec
- Bojan Čas, gradbenik, mehanik
- Hilda Tovšak (r. Čas), političarka in gospodarstvenica (obsojena)
- Hilda Horak - Čas (1914 - 1995), pianistka, klavirska pedagoginja
- Jaka Čas, veslač
- Jože Čas, pridelovalec hmelja (največji hmeljar v Sloveniji)
- Katarina Čas (*1976), TV-voditeljica, filmska igralka in pevka
- Miran Čas (1952 - 2015), gozdni ekolog
- Sergej Čas (*1973), kantavtor
- Teja Čas Slak, farmacevtka
- Tina Čas (*1981), telovadka (ritmična gimnastičarka)
- Tomaž Čas (*1953), policist, pravnik, obramboslovec/varstvoslovec in politik